# Juventud (revista)
La revista Juventud fue publicada entre 1942 y 1959 en Madrid. Se pertenece a la prensa de guerra y posguerra, tiene el carácter combativo. Esta revista dependía de la Delegación Nacional de Prensa y Propaganda y Garcilaso, tuvo una importancia clave para la historia de la poesía en el primer franquismo.

## Historia
Esta revista surgió en 1942 con el título de Semanario de combate del SEU tras la desaparición de la revista Haz en su tercera etapa, bajo la dirección de Jesús Revuelta. Durante los años 1951 y 1959, la revista se editaba en doble folio bajo la dirección de Jesús Fragoso del Toro y según el modelo de Índice . En 1956, por su peculiaridad de no debería pasar por la censura,tenía una notable calidad en los contenidos pero limitadas a una minoría ilustrada. En la década de 1950 comenzó su disolución ideológica, dejó de editarse en 1959.
Entre los colaboradores de la revista destacaron Camilo José Cela, Ignacio Aldecoa, Jesús Juan Garcés, José García Nieto, Carlos María Rodríguez de Valcárcel, Jaime Campmany, José María Llanas, Antonio Castro Villacañas, etc.

## Estética
Desde punto de vista estético, la revista Juventud franquista se caracterizó por un diseño sobrio y austero, que reflejaba la ideología del régimen, su contenido se centra en la difusión de la ideología del régimen y los valores tradicionales y conservadores. Las portadas eran simples y sin adornos, con un diseño centrado en el título de la revista y la fecha de publicación. 